# Fiumara (Itàlia)
Fiumara és un comune (municipi) de la Ciutat metropolitana de Reggio de Calàbria, a la regió italiana de Calàbria, situat a uns 70 km al sud-oest de Catanzaro i a uns 50 km al nord-est de Reggio de Calàbria. A 1 de gener de 2019 la seva població era de 915 habitants.
Fiumara limita amb els municipis següents: Calanna, Campo Calabro, Reggio Calabria, San Roberto, Scilla i Villa San Giovanni.